# St. Katharina (Sankt Petersburg)

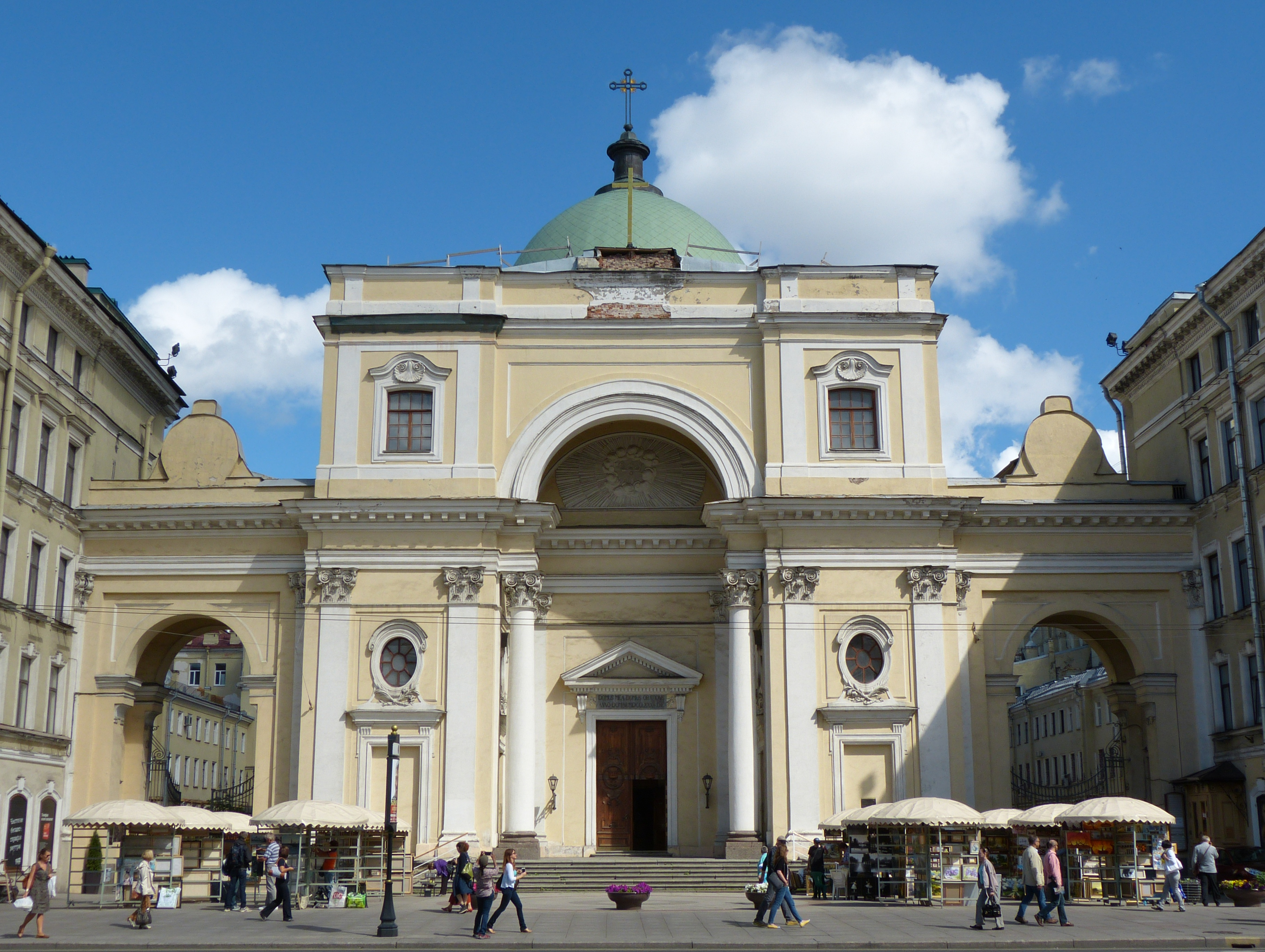
Ansicht von St. Katharina in Sankt Petersburg (2015)

St. Katharina ist die bedeutendste römisch-katholische Kirche in Sankt Petersburg in Russland und befindet sich unmittelbar am Newski-Prospekt. Das Gotteshaus trägt das Patrozinium der heiligen Katharina von Alexandrien, der Namenspatronin der Zarin Katharina II. (reg. 1762–1796). Das Gebäude wurde von 1763 bis 1783 errichtet und 1938 geschlossen. Nach dem Zerfall der Sowjetunion wurde es 1992 wieder für den römisch-katholischen Gottesdienst geöffnet und restauriert. 2013 erhielt sie den Titel einer Basilica minor verliehen.

## Geschichte

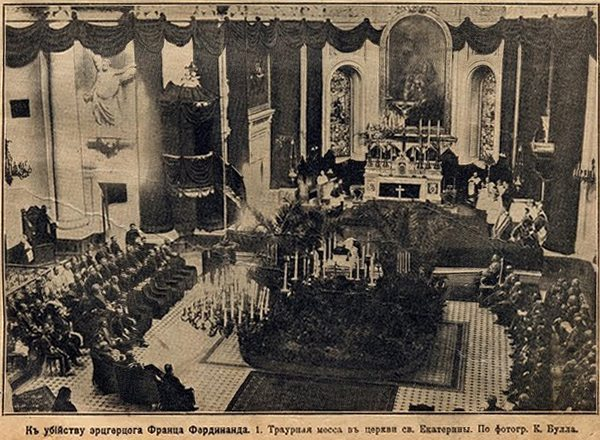
Requiem für Erzherzog Franz Ferdinand, 1914

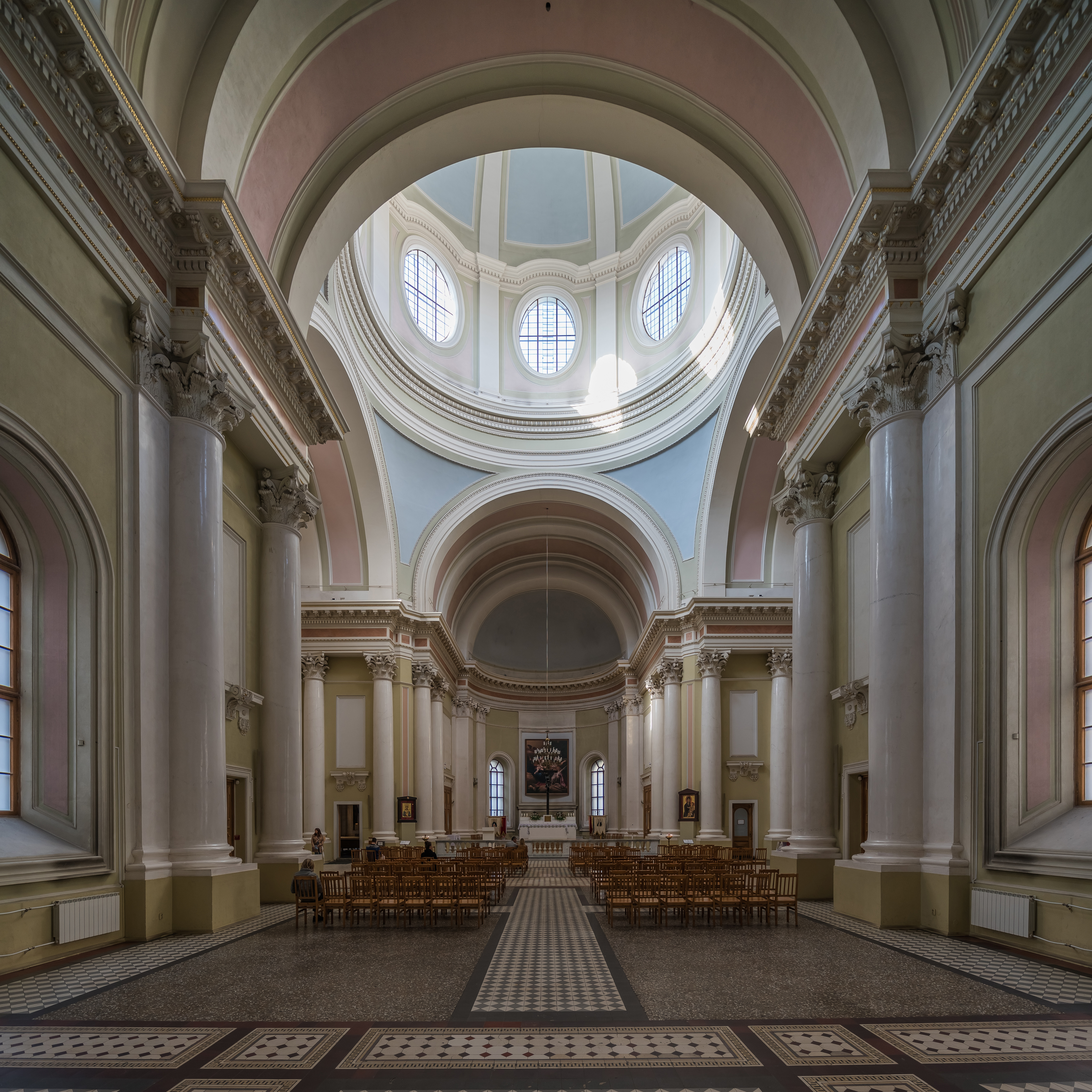
Blick zum Hauptaltar

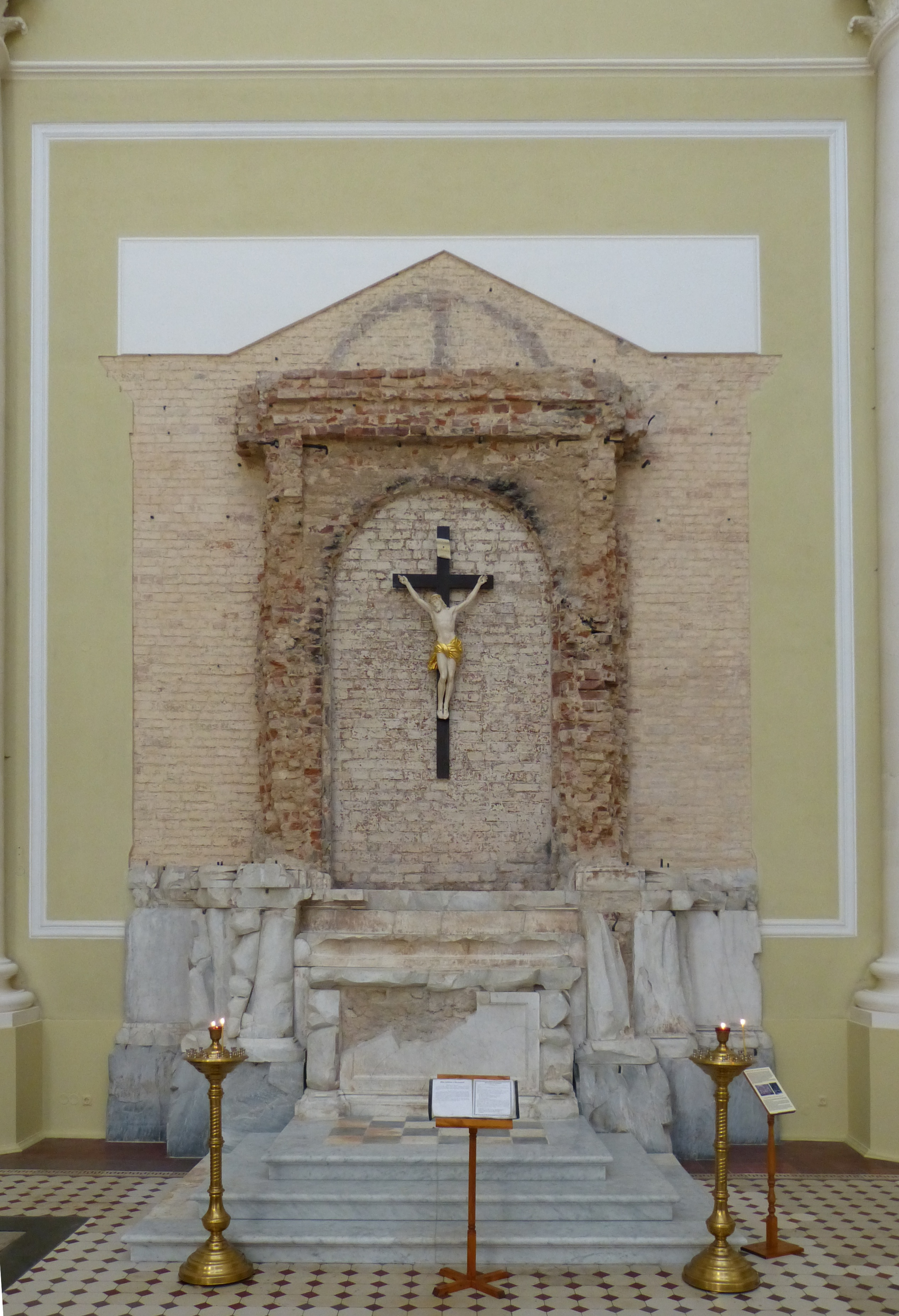
Zerstörter Seitenaltar mit Kruzifix

Eine Vorgängerkirche wurde 1710 im griechischen Viertel auf einem von Peter Van der Gar angebotenen Grundstück aus Holz errichtet. Sie brannte bereits im Jahr 1737 ab, woraufhin man ein Grundstück an der Hauptstraße von Sankt Petersburg für einen Neubau erwarb. 
Das Kirchengebäude schließt unmittelbar an die benachbarten Häuser am Newski-Prospekt an und ist, im Vergleich zu deren Fassaden, zurückgesetzt, wodurch vor dem Kirchengebäude ein kleiner Platz entsteht. Der Bau dieser Häuser rechts und links der Kirche begann 1740 unter dem Architekten Peter Trezzini. Die Grundsteinlegung der Kirche erfolgte im Jahr 1763. 20 Jahre später, am 7. Oktober 1783, wurde die Kirche zu Ehren der heiligen Katharina geweiht. Sie wurde nach Plänen von Domenico Trezzini, Jean-Baptiste Vallin de La Mothe und Antonio Rinaldi im monumentalen frühklassizistischen Stil des zeitgleichen Stadtausbaus errichtet.
In den Jahren 1800 bis 1815 versah der Jesuitenorden den seelsorgerischen Dienst und gründete eine Schule für die Kinder des Adels. Ab 1816 übernahmen Dominikaner die Leitung der Kirche. Der spätere Erzbischof von Warschau Zygmunt Szczęsny Feliński wirkte in den Jahren 1855 bis 1857 in der Gemeinde. Ab 1905 hatte Priester Konstantin Budkiewicz die Leitung inne, der in der Osternacht 1923 im Gefängnis Lubjanka in Moskau erschossen wurde. Die 1983 selig- und 2003 heiliggesprochene Ordensschwester Maria Ursula Ledóchowska eröffnete hier 1907 ein Mädcheninternat, das sie bis 1914 fortführte, als sie wegen des Ersten Weltkriegs Russland verlassen musste. Im Jahr 1917, am Ende des Russischen Kaiserreichs, das mit Polen und Litauen große katholisch geprägte Gebiete umfasste, zählte die katholische Gemeinde der Hauptstadt 32.000 Mitglieder. In dieser Zeit war St. Katharina eine von zehn römisch-katholischen Kirchen der Stadt.
In der Zeit der Sowjetunion wurde die Kirche 1938 geschlossen. Der Dominikanerpriester Florin blieb bis 1941 in der Gemeinde mit nur noch 10 Mitgliedern, bis ihn die kommunistischen Behörden des Landes verwiesen. In der Folgezeit wurde die Kirche als Lagerraum für Gemüse, Bücher und Motorräder genutzt. 
Ab 1968 gestaltete man die Kirche in eine Konzerthalle um. Durch einen Brand wurde 1984 die gesamte Inneneinrichtung vernichtet. 
Nach dem Untergang der Sowjetunion wurde die Kirchengemeinde 1991 wiedererrichtet und ein Jahr später, 1992, die Kirche wieder ein römisch-katholisches Gotteshaus. Nach Restaurierungsarbeiten wurde sie am 29. Oktober 2008 erneut geweiht.

## Ausstattung
Im halbrund geschlossenen Chor erhebt sich über dem Altar ein schwarzes Kruzifix. Darunter befindet sich der golden gefasste Tabernakel. Links vor dem Chorraum steht eine Ikone mit der Darstellung der heiligen Katharina von Alexandrien in einem Eichenholzrahmen und durch ein Glas geschützt. Oben im Rahmen ist ein kleines Christusbild angebracht. Die Ikone ist ein Werk von Dmitry und Irina Obukhov.
Die ursprünglichen beiden Seitenaltäre wurden in der Erbauungszeit der Kirche aus Holz geschaffen und in der Mitte des 19. Jahrhunderts durch steinerne Altäre ersetzt. Den östlichen Altar aus weißem und grauem Marmor stiftete der Künstler Ferdinando Galeotti. Die feierliche Weihe des Seitenaltars erfolgte am 30. September 1850 durch den Titularbischof von Carystus, Ignacy Hołowinski. Das Retabel zeigte das Gemälde Unserer Lieben Frau vom Rosenkranz von Józef Oleszkiewicz. Während der Sowjetzeit verfiel das Gemälde, und der Altar wurde beim Brand von 1984 vollständig zerstört. Seit 2003 befindet sich an der Altarruine wieder ein großes Kruzifix. Dieses wurde 1938 nach der Schließung der Kirche von einem Kirchenmitglied gerettet. 2012 wurde mit Unterstützung des Kulturministeriums von Polen mit der Konservierung des zerstörten Altars begonnen, der als Mahnmal für die Verfolgung der Kirche dienen soll.